# 야마우치촌 (가나가와현)
야마우치촌(일본어: 山内村)은 1889년 4월 1일부터 1939년 4월 1일까지 존재했던 일본 가나가와현 쓰즈키군의 촌이다. 

## 지리
현재의 요코하마시 아오바구 북부, 쓰즈키구 서부에 해당한다.

## 역사
- 1889년 4월 1일 - 정촌제 시행에 의해 쓰즈키군 야마우치촌이 성립하였다.
- 1939년 4월 1일 - 요코하마시에 편입해, 동일 야마우치촌은 폐지되어, 동일에 신설된 쓰즈키구의 일부가 되었다.
- 1969년 4월 1일 - 요코하마시 고호쿠구에서 분구해 아오바구가 되었다.

## 교통

### 철도노선
현재 도큐덴엔토시선 다마플라자역, 아자미노역, 에다역, 요코하마시영지하철 블루라인의 아자미노역이 존재하지만 당시에는 미개업 상태였다.

### 도로
- 아쓰기 오야마 가도 (현 국도 제246호선

## 참고 문헌
- 角川日本地名大辞典編纂委員会,『角川日本地名大辞典 神奈川県』1984, 角川書店